# Kirchspiel Almenhausen/Abschwangen
Das Kirchspiel Almenhausen / Abschwangen war ein Doppelkirchspiel, es war kurz im Landkreis Friedland sowie ab 1819 im Landkreis Preußisch Eylau in Ostpreußen eingegliedert. Der Hauptkirchort war Almenhausen, dort wohnte der Pfarrer. Diesem unterstanden die Dörfer Blankenau, Bönkeim, Grünbaum, Wisdehnen und Mostitten, sowie mehrere Vorwerke, Güter und Höfe.
Almenhausen ist seit 1946 russisch in Kaschtanowo umbenannt worden, der Nebenkirchort Abschwangen in Tischino. Das ehemalige Kirchspiel ist heute größtenteils zugehörig zum Rajon Bagrationowsk (nur Kaschtanowo (Almenhausen) gehört zum Rajon Prawdinsk) in der Oblast Kaliningrad der Russischen Föderation. Es befindet sich etwa 17 km westlich der Stadt Prawdinsk (deutsch: Friedland in Ostpreußen), an der ehemaligen Chaussee (heutige russische Regionalstraße 27A-083, ex A 196, ehemalige deutsche Reichsstraße 131) von Friedland nach Königsberg, nur wenige Kilometer nördlich der heutigen polnisch-russischen Grenze.

## Kirchengemeinden

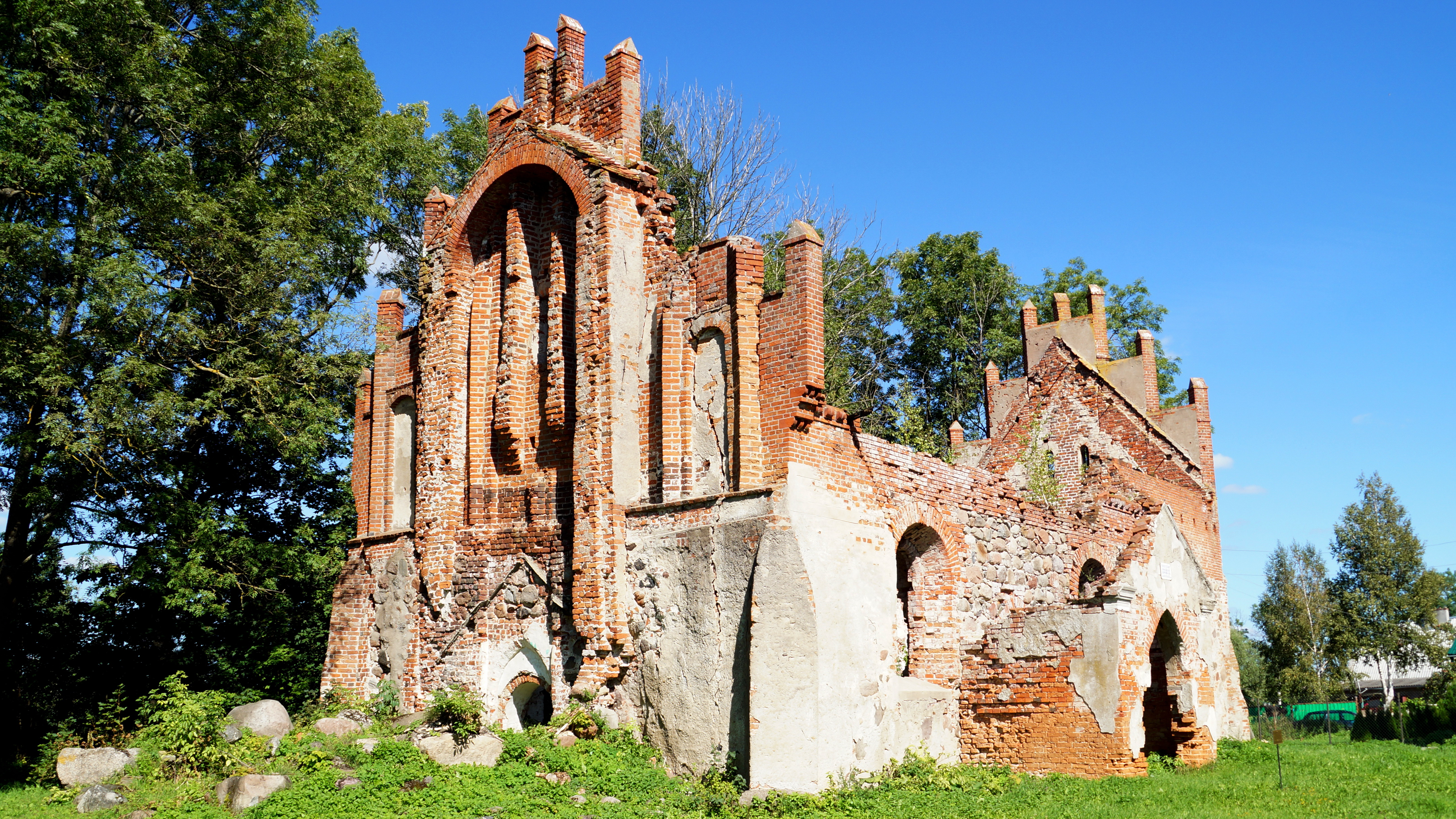
Ruine der Kirche von Abschwangen/Tischino

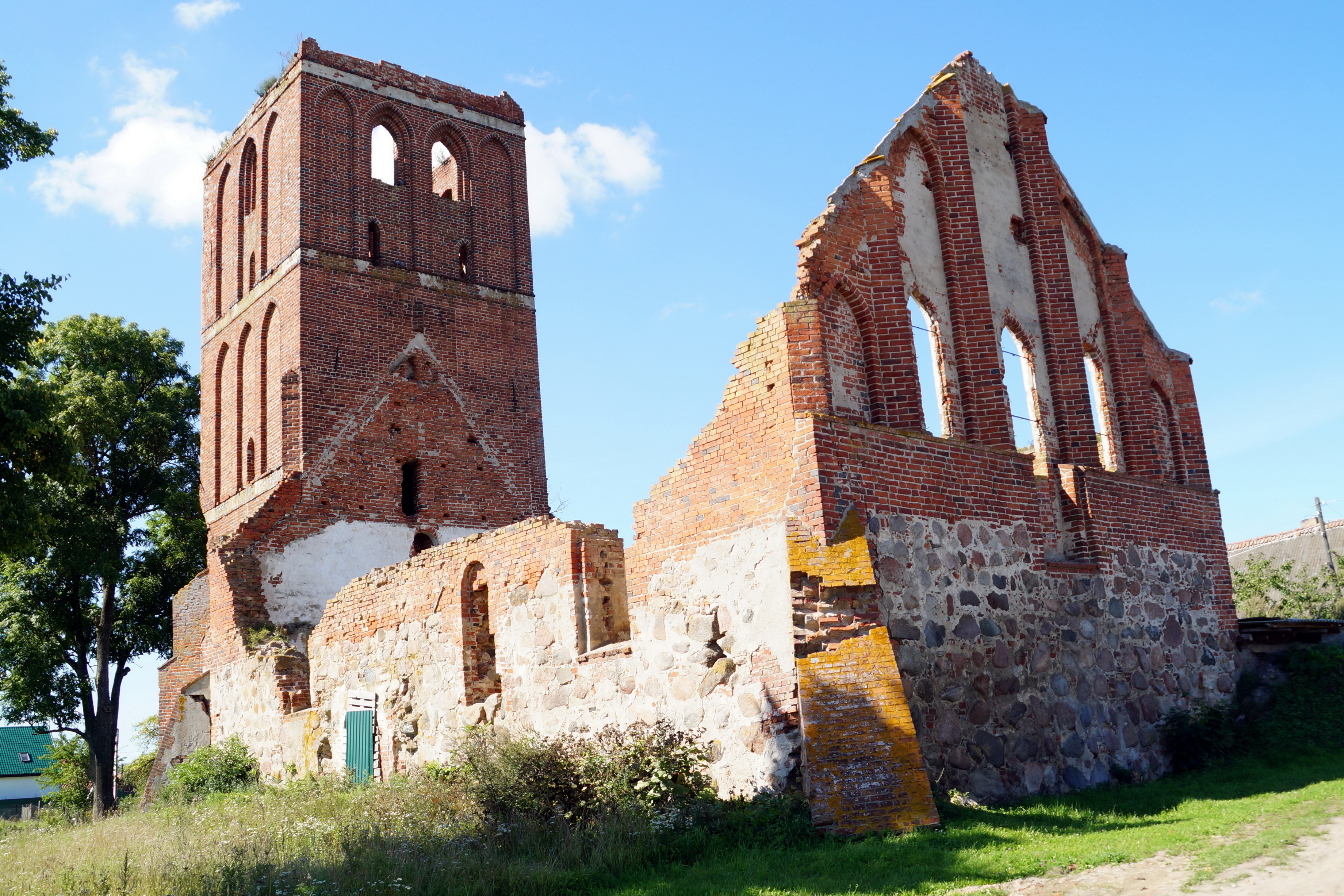
Ruine der Kirche von Almenhausen/Kaschtanowo

### Allgemeines
Die unter einem Pfarramt in Almenhausen verbundenen Kirchengemeinden und ihre Kirchspielorte gehörten bis 1945 zum Kirchenkreis Preußisch Eylau (heute russisch: Bagrationowsk) in der Kirchenprovinz Ostpreußen der Kirche der Altpreußischen Union.

### Kirche in Abschwangen
Die Kirche in Abschwangen ist bald nach der Gründung des Dorfes entstanden und gehörte zum Archipresbyterat Pr.Eylau. Nach der Gründung des Augustiner-Eremiten-Klosters Patollen (Gr. Waldeck) im Jahre 1400 wurde die Kirche Abschwangen wie auch die in Almenhausen von dessen Mönchen betreut, was gar Papst Alexander III. (1492–1503) bestätigte. Die größte Folge der Reformation war für Abschwangen die, dass diese 1525 zu Almenhausen kam. Der Pfarrer, der auch in Almenhausen wohnte, kam nach Abschwangen nur noch 'zu Besuch'. Das Pfarrwitwenhaus war daher von der Kirche verkauft worden, die Pfarrhufen schon früh verpachtet.
Das Kirchengebäude war ein einfacher Feldsteinbau des 15. Jahrhunderts mit Backsteineinfassungen. An der Ostseite des Langhauses war ein eingezogener Chor vorgebaut, an der Nordseite die gewölbte Sakristei mit flacher Decke. Der an der Westseite erbaute Holzturm stammte aus dem Jahr 1858. An den Außenwänden waren einfache Strebepfeiler angefügt; der spitzbogige Eingang lag an der Südseite. Das Innere des Gotteshauses ist am Anfang des 18. Jahrhunderts ausgestattet worden. An Stelle der bemalten Holztonnendecke wurde eine Trapezdecke eingezogen. Die Emporen erhielten bäuerlich bemalte Füllungen. Der reich geschnitzte Altar entstand 1701 in der Werkstatt des Königsberger Bildhauers Isaak Riga und wurde erst 1728 staffiert. Die Kanzel gehörte auch dem Anfang des 18. Jahrhunderts an. Adam Gottlob Casparini erbaute 1749/1750 eine neue Orgel mit zehn Registern auf einem Manual. 1787 reparierte Johann Preuß die Orgel. 1913 wurde dieses Instrument durch einen Neubau von Bruno Goebel ersetzt, den dieser als sein Opus 311 mit 12 Registern auf zwei Manualen und Pedal unter Verwendung pneumatischer Trakturen errichtete.

### Kirche in Almenhausen
Die Kirche erhielt etwa 1865 eine Orgel mit 14 Registern auf einem Manual und Pedal, die Johann Josua Mosengel 1711 für die Kirche zu Uderwangen erbaut hatte. Renkewitz vermutet, dass die Orgel in den Kriegswirren 1944/1945 untergegangen ist, die Kirche ist heute nur noch als Ruine erhalten; ein im Mai 2021 aufgenommenes Foto zeigt die noch stehenden, aber beschädigten Außenmauern der Kirche.

### Pfarrer (1525–1945)
Von der Zeit der Reformation bis zum Ende des Zweiten Weltkrieges amtierten in Almenhausen und Abschwangen (Pfarrsitz in Almenhausen) als evangelische Geistliche:
- Donatus Lubani, 1528
- Antonius Trogus, 1561
- Alexius N., 1582
- Georg Hintz, ab 1585
- Jacob Nilsonius, bis 1651
- Thomas Davidsohn, 1651–1686
- Friedrich Ganderus, 1687–1693
- Christian Reinholtz, 1693–1710
- Christian Bobindius, 1711–1736
- Bernhard Wolters, 1737–1747
- Ernst Ludwig Sier, 1747–1769
- Ludwig Franck, 1769–1777
- Johann Fr. Schleswich, 1778–1796
- Johann Gottlieb Zielinski, ab 1796
- Franz Eduard Graemer, 1841–1891
- Karl Richard Grabowski, 1891–1927[5]
- Walter Sgaga, 1926–1945

### Kirchspielgemeinden
- Almenhausen mit den Ortsteilen Freudenthal, Neu-Waldeck, Bahnhof Neu-Waldeck
- Abschwangen mit den Ortsteilen Abschwangen-Waldhaus und Neu Abschwangen
- Blankenau mit den Ortsteilen Ober Blankenau, Olk, Wesselsbruch
- Bönkeim mit den Ortsteilen Bönkeim-Waldhaus, Johannisberg, Wisdehnen
- Grünbaum mit den Ortsteilen Elchwalde, Kämmersbruch, Klein Haferbeck, Randenau (bis 1905: Verlorenwalde)
- Mostitten mit den Ortsteilen Groß und Klein Waldeck, Konitten, Neu-Waldecker Waldhaus, Plenitten, Ranglack

### Heutige Situation
Seit 1945 besteht das Kirchspiel nicht mehr. Heute liegen die ehemaligen Kirchspielorte im Einzugsbereich der evangelisch-lutherischen Kirchengemeinden in Gwardeiskoje (Mühlhausen) und Domnowo (Domnau), beides Filialgemeinden der Auferstehungskirche in Kaliningrad (Königsberg) in der Propstei Kaliningrad der Evangelisch-lutherischen Kirche Europäisches Russland (ELKER).